# Памятник Карлу Марксу (Хемниц)
Памятник Карлу Марксу (монумент Карла Маркса, нем. Karl-Marx-Monument) — монумент в честь Карла Маркса, основоположника марксизма, немецкого философа, социолога, экономиста, политического и общественного деятеля, одного из авторов «Манифеста коммунистической партии» и классического научного труда по политической экономии «Капитал. Критика политической экономии».
Открыт 9 октября 1971 года в ГДР в городе Карл-Маркс-Штадт (ныне Хемниц). Автор памятника — советский скульптор Лев Кербель.

## История
После переименования города и района Хемниц в Карл-Маркс-Штадт 10 мая 1953 года в год 70-летия со дня смерти Карла Маркса («Год Карла Маркса» отмечался в ГДР в 1953, 1968 и 1983 годах) правительство ГДР приняло решение почтить его память и заключило договор с известным советским скульптором Л. Кербелем на создание памятника. Заказчик отобрал один из предложенных Кербелем 17 эскизов.
Памятник был изготовлен в Ленинграде в бронзе, а затем разделён на 95 отдельных частей. В Карл-Маркс-Штадте они снова были собраны, но советская технология не удовлетворила немцев, опасавшихся разрыва сварных деталей. Вместо этого было решено выполнить работу в ГДР на предприятии VEB Germania. Нынешний памятник стоит на двух пьедесталах облицованных пластинами корнинского гранита, привезенного из горного массива на юге Украины.
9 октября 1971 года памятник был торжественно открыт в присутствии около 250 тыс. человек на Карл-Маркс-Аллее (сегодня Брюкенштрассе), он хорошо вписывается в панораму вблизи расположенного городского концертного зала, современного отеля «Меркурий», ТК «Галерея» и др. На торжестве открытия присутствовали Эрих Хонеккер и правнуки Карла Маркса.
Среди местных жителей памятник Карлу Марксу известен под прозвищем «Башка» (нем. Nischel). Зону вокруг памятника Марксу в Хемнице также иронично называют Лобным местом.
Символ социализма сохранился в городе Хемниц даже после объединения Германии, хотя вопрос о сносе памятника вызвал горячие споры.

## Описание
Памятник представляет собой огромную стилизованную голову Карла Маркса. Скульптура вместе с пьедесталом высотой более 13 метров (гранитный пьедестал — 6 м, бронзовая голова Маркса — 7,1 м) весит около 40 тонн. На стене за памятником большими буквами лозунг, который впервые был высказан Карлом Марксом в «Манифесте коммунистической партии» — «Пролетарии всех стран, соединяйтесь!» на четырёх языках: немецком, английском, французском и русском.
Памятник Карлу Марксу — весьма выразительный и внушительный, одна из важнейших достопримечательностей Хемница. Считается[кем?], что это вторая по величине скульптурная голова в мире, после памятника Ленину в Улан-Удэ, не считая гигантских голов американских президентов, созданных из горы Рашмор.

## Галерея

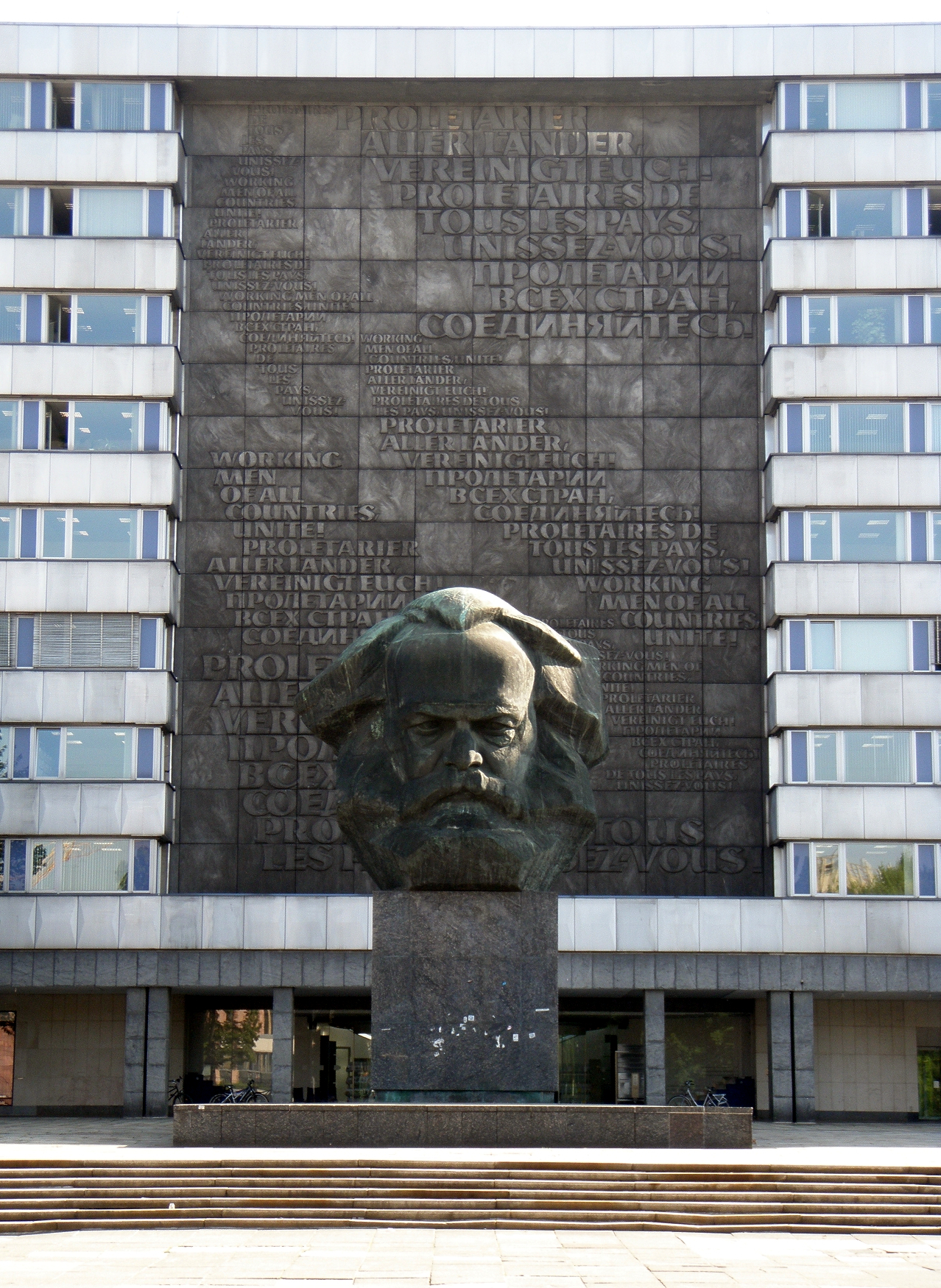
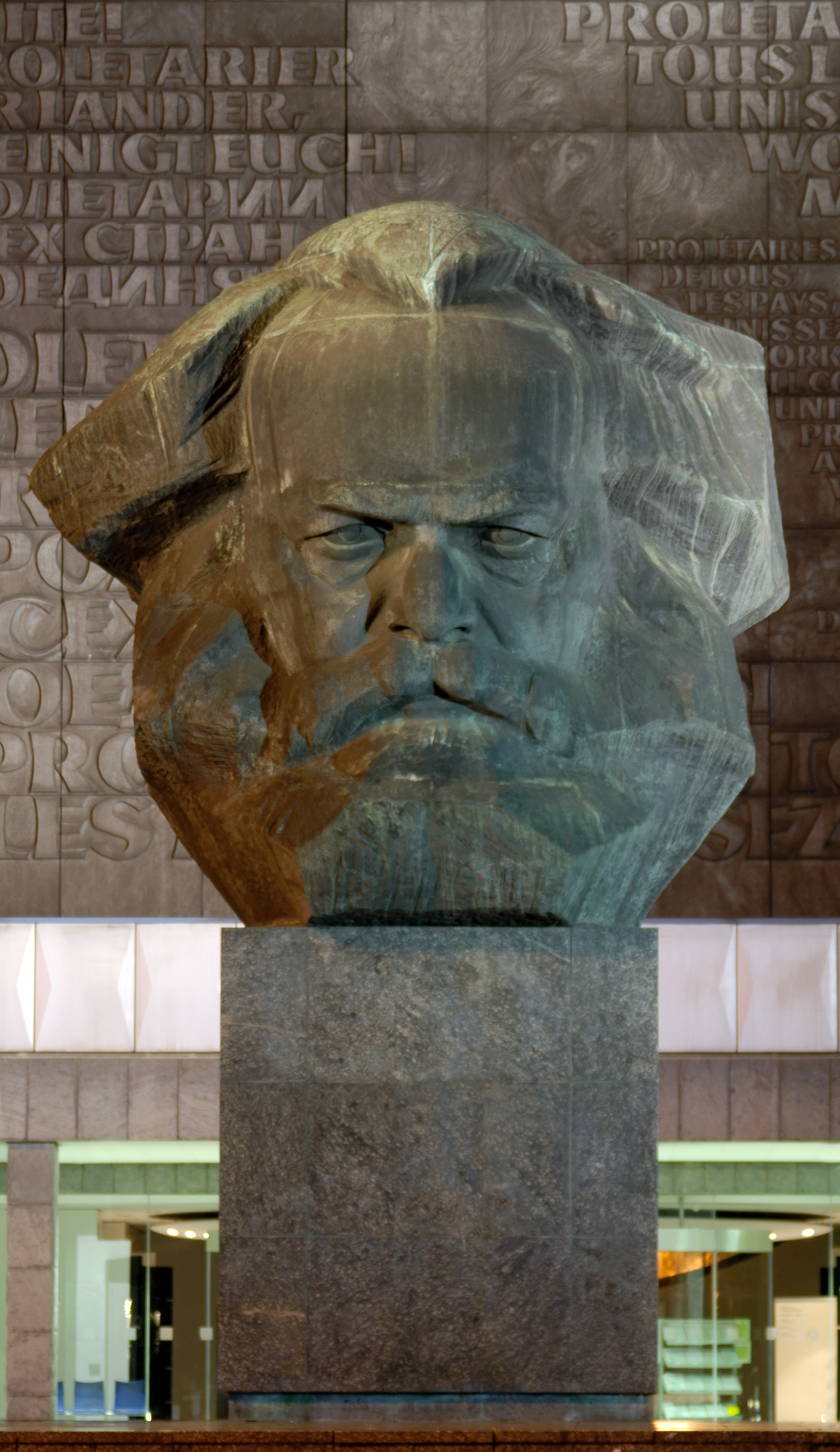
Памятник ночью
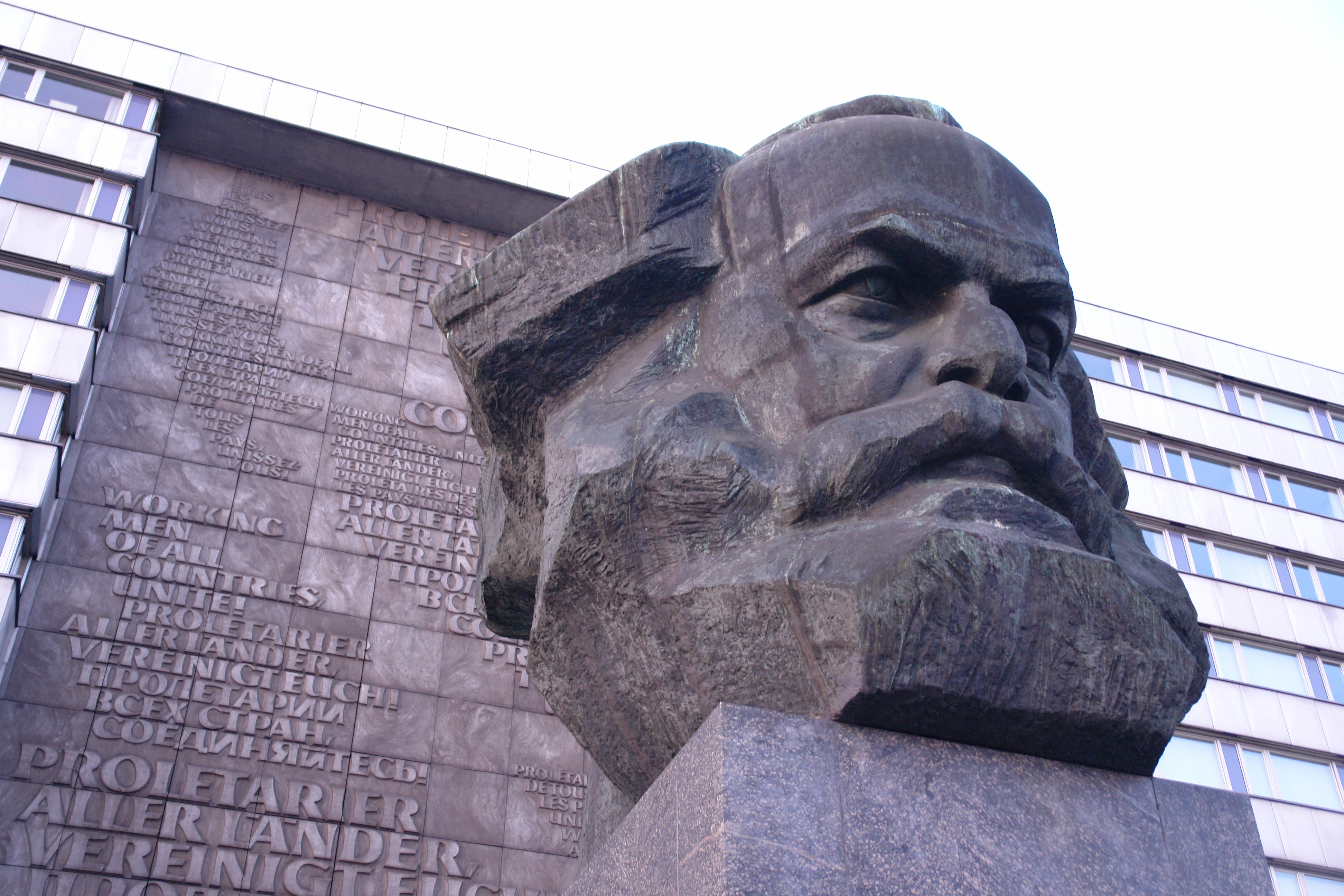
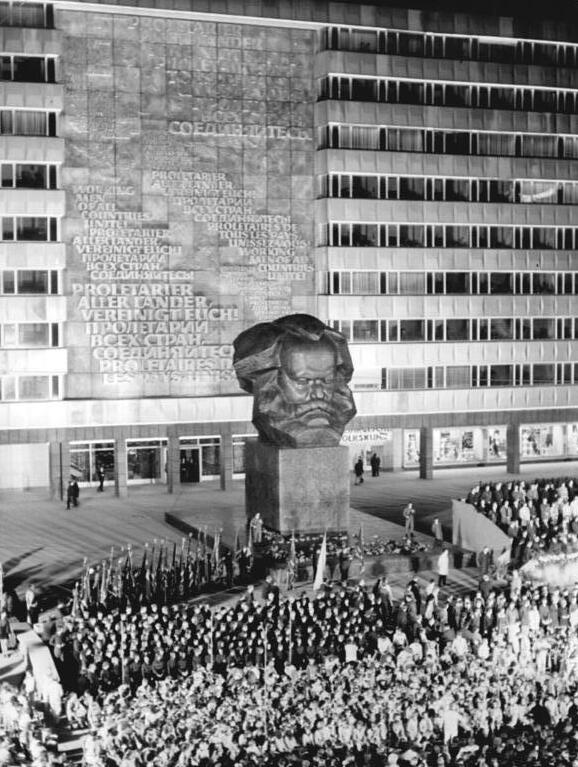
Открытие памятника 9 октября 1971 года
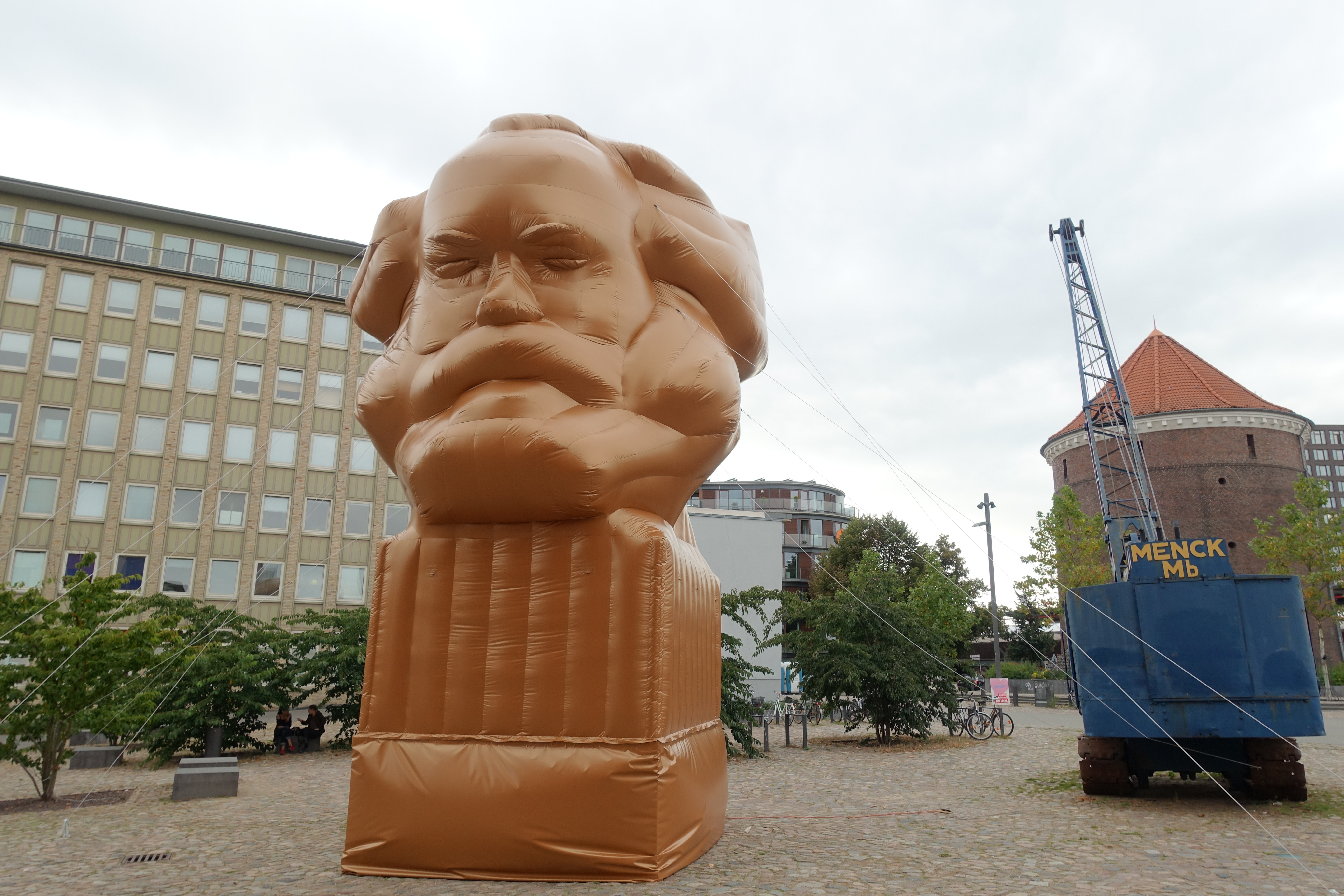
Пластиковая копия памятника Карлу Марксу в Гамбурге(2017 г.)

## Похожие монументы
В 2005 году напротив здания администрации города Калуги установлен новый, похожий на монумент в Хемнице, памятник Карлу Марксу. Большой гранитный бюст работы Льва Кербеля, пролежавший 15 лет в запасе, заменил собой маленький белый бюст работы Матвея Манизера, стоявший на том же месте с 1921 года.